# Wohn- und Wirtschaftsgebäude Hauptstraße 21 (Lamstedt)
Das Wohn- und Wirtschaftsgebäude Hauptstraße 21 in der niedersächsischen Gemeinde Lamstedt-Hackemühlen, Samtgemeinde Börde Lamstedt, im Landkreis Cuxhaven stammt aus dem 18. Jahrhundert. Aktuell (2024) wird es als Wohnhaus und wohl landwirtschaftlich genutzt.
Das Gebäude steht unter Denkmalschutz (siehe auch Liste der Baudenkmale in Lamstedt).

## Geschichte und Beschreibung
Das eingeschossige traufständige Gebäude als Zweiständer-Hallenhaus mit barocken Baudetails, in Fachwerk mit Steinausfachungen, mit reetgedecktem Krüppelwalmdach und Schleppgauben, wurde im Kern 1784 (Inschrift) gebaut. Der auf profilierten Knaggen vorkragende Wirtschaftsgiebel hat eine Groote Door mit Korbbogen, ein Uhlenloch, seitliche Stalltüren und ein recht unregelmäßiges verändertes Fachwerk. Das Haus wurde, vermutlich im 19. Jahrhundert, vergrößert und dabei überformt. Aus dieser Zeit sind Fenster und Türen im etwas schmaleren Wohnteil erhalten und dessen Außenwände wurden im Erdgeschoss massiv ersetzt.
Das Landesdenkmalamt befand u. a.: „… stattliches Wohn-/Wirtschaftsgebäude der Hofanlage Hauptstraße 21 … .“